# Cheap Skate
Cheap Skate o Cheapskate è un videogioco di skateboarding pubblicato nel tardo 1988 per Commodore 64 dalla Silverbird, il marchio più economico della Telecomsoft. Consiste in percorsi rettilinei a ostacoli.
Il titolo è un gioco di parole: in inglese significa lett. "skate economico", ma Cheapskate significa anche "taccagno".

## Modalità di gioco
Si controlla uno skater che deve affrontare una serie di percorsi rettilinei pieni di ostacoli, sopra una specie di lunghissimo marciapiede. L'inquadratura è isometrica, con scorrimento continuo in diagonale, in direzione in alto a destra. Da un lato del marciapiede c'è una parete continua con elementi decorativi e il tutto è sospeso su uno sfondo nero.
Il personaggio è sempre rivolto nella direzione del marciapiede e può accelerare e decelerare, spostarsi a destra e sinistra, saltare, e abbassarsi piegando le ginocchia.
Si devono evitare oggetti di vario genere fermi sul percorso, come bidoni e cartelli, oggetti mobili che viaggiano in senso contrario, come altri skater e perfino palle di fuoco, e sbarre trasversali che richiedono di abbassarsi. Le chiazze d'olio causano solo sbandamenti se toccate.
Tenere un'alta velocità rende difficile vedere in tempo gli ostacoli in arrivo, per cui memorizzare i percorsi può essere una tecnica importante.
È poco chiaro lo scopo dell'azione di saltare, dato che l'uomo salta ma lo skateboard rimane a terra e sbatte comunque sugli ostacoli; solo lo sbandamento sull'olio può essere evitato saltando.
L'obiettivo di ogni livello è raggiungere il traguardo prima dell'esaurimento del tempo disponibile. Se si sbatte contro un ostacolo o se si finisce il tempo si perde una vita.

## Accoglienza
Cheap Skate ricevette alcune recensioni sulla stampa europea, generalmente con giudizi di sufficienza. Appariva come un gioco semplice e senza pretese, adeguato al suo basso costo. La rivista Super Commodore fu più favorevole, arrivando a dare il voto 8 su 10 a grafica e azione.